# دونالد ميريك
دونالد ميريك (بالإنجليزية: Donald Merrick)‏ هو عداء سريع أمريكي، ولد في 26 نوفمبر 1955.